# Anna Croissant-Rust

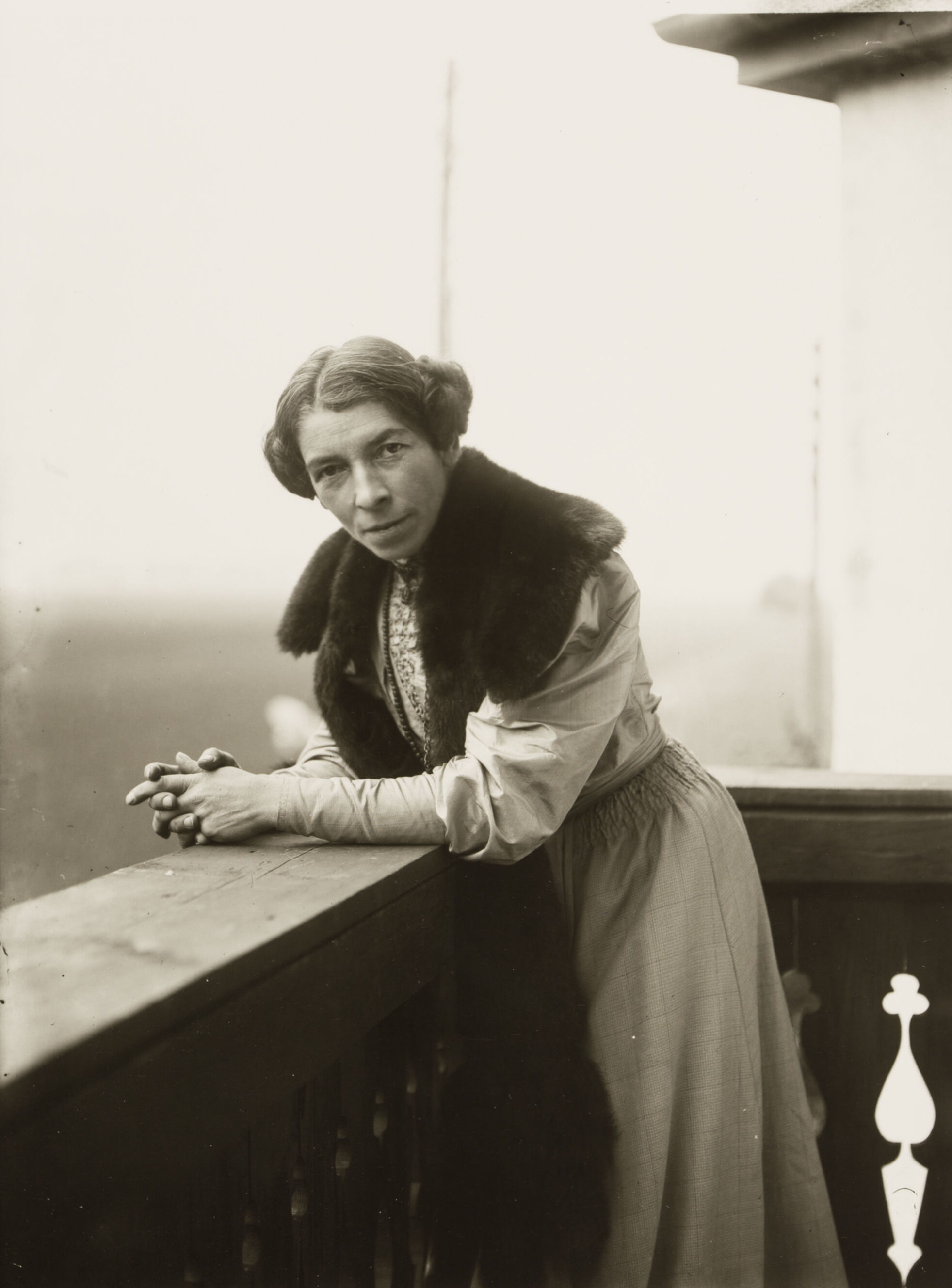
Anna Croissant-Rust (1906), Ausschnitt aus einem Foto von Philipp Kester

Anna Croissant-Rust (* 10. Dezember 1860 in Dürkheim als Anna Flora Barbara Rust; † 30. Juli 1943 in München-Pasing) war eine deutsche Schriftstellerin. Sie gilt als bedeutende Vertreterin des literarischen Naturalismus, dem sie insbesondere in ihren frühen Werken verpflichtet war, und zählt zu den prägenden Autorinnen dieser Strömung in München um die Jahrhundertwende. Ihr Werk umfasst Romane, Novellen, Prosagedichte sowie Theaterstücke.

## Leben und Wirken
Anna Rust war das jüngste Kind des Ingenieurs und Salineninspektors Philipp Anton Rust und dessen Frau, geborene Barbara Rieder(er). Infolge der Versetzung ihres Vaters kam sie 1865 als Fünfjährige mit ihren Eltern und  vier Geschwistern nach Amberg, wo sie eine Klosterschule besuchte. Besonderen Wert legten die Eltern auf die sprachliche und musikalische Ausbildung ihrer Töchter. Annas Schwester Lina wurde später in München als Malerin bekannt, und ihre ältere Schwester Agnes (* 1855) wurde Bildhauerin in Amberg.

Anna Croissant-Rust um 1909

Nach dem Tod ihres Vaters 1884 zog Anna Rust mit ihrer Mutter und ihren beiden Schwestern nach München. Sie las sehr viel und besonders liebte sie Wilhelm Raabe und Theodor Storm. Neben ihrer Ausbildung zur Sprach- und Musiklehrerin konnte sie dort Kontakte zur Schwabinger Künstler- und Literatenszene knüpfen. So begann sie auch ihre ersten Werke zu verfassen: 1887 und 1890 veröffentlichte Michael Georg Conrad ihre ersten Novellen in seiner seit 1885 aufgelegten Monatsschrift Die Gesellschaft. Ihre Novelle Feierabend wurde als Meisterwerk des Naturalismus gelobt, durch andere Seiten aber auch scharf kritisiert. Es folgten weitere Erzählungen und Novellen, die das kleinbürgerlich-bäuerliche Milieu beleuchteten. Als einzige Frau wurde Anna Rust in Conrads „Gesellschaft für modernes Leben“ aufgenommen, über die sie auch mit Oskar Panizza bekannt war und (etwa im Oktober 1892) Briefkontakt hatte. 1891 veröffentlichte sie in dem Sammelband Modernes Leben die Novellen Gertraud und Sommer. 1891 wurde Croissant-Rusts Stück Lumpeng'sindel im Gärtnerplatztheater uraufgeführt. Man findet in ihrem Werk sowohl Anklänge an den Expressionismus wie Vorläufer einer sozialkritischen Heimatliteratur.
Ihr weiter Wirkungs- und Freundeskreis verschaffte ihr Anerkennung und Inspiration. Mit Otto Julius Bierbaum blieb sie ab 1890 bis zu dessen Tod 1910 in enger Freundschaft verbunden.
Mit 28 Jahren heiratete Anna Rust 1888 ihre Jugendliebe, den Ingenieur und Artillerieoffizier Hermann Croissant. Über ihn war sie mit dem Schriftsteller und Dialektdichter Eugen Croissant verschwägert. Anfangs half Croissant-Rust mit Klavier-, Französisch und Englischstunden zum Lebensunterhalt beizutragen. Das Ehepaar übersiedelte 1895 nach Ludwigshafen, wo ihr Ehemann mit der Leitung eines Gaswerks betraut worden war. Nach eigenen Aussagen empfand sie diese Zeit in der Industriestadt als drückend und überhaupt nicht inspirierend:

„1888 verheiratete ich mich mit dem Oberleutnant a. D. und Ingenieur Hermann Croissant, siedelte mit ihm nach Ludwigshafen (...) über, welches Industriezentrum in seiner Nüchternheit und den bloßen Nützlichkeitsbestrebungen keineswegs einen fördernden Einfluss auf die dichterische Produktion ausübte und ganz als Absturz nach dem reichen und anregenden Münchener Leben wirkte.“

Deshalb kehrten sie nach der Pensionierung von Hermann Croissant im Jahr 1905 wieder nach Pasing zurück, wo ihr Haus erneut in den Mittelpunkt des Freundeskreises rückte. Dazu gehörte neben ihrem Nachbarn Otto Julius Bierbaum auch der Schweizer Maler Ernst Kreidolf sowie der Schriftsteller Dr. Owlglass. Die Kritik begrüßte ihre neue Schaffensperiode, die von 1906 bis 1921 währte; der Erfolg beim breiten Publikum blieb ihr jedoch versagt. Direkt bei der Gründung des Münchner Schriftstellerinnen-Vereins 1913 trat sie ihm bei.
Danach verstummte die Schriftstellerin. Ein Freund, der Schriftsteller Hans Brandenburg, beschrieb den Grund dafür 1946 in einem posthumen Porträt des Paares, das drei Jahre nach dem Tod von Anna Rust erschien:

„Die Dichterin litt unter dem Ausbleiben des verdienten Erfolges und noch mehr unter der Qual des Schaffens: sie, die so viel Drolligkeit und überlegene Heiterkeit in Wort und Gestalt bannte, hatte weder Freude an ihrem Schreiben, noch an ihrem Geschriebenen, sie überließ nicht nur alle Verlagsverhandlungen, sondern auch das Lesen der Korrekturen ihrem Gatten und legte damals nach dem fünfzigsten Jahre die Feder für immer nieder, als sei es nun wahrlich genug der Schinderei. Freilich war sie auch sehr von körperlichen Schmerzen, von Neuralgien und Gicht geplagt. Aber sie blieb allem fremden Schaffen neidlos geöffnet, und noch Jahrzehnte nach dem Tode des Lebensgefährten geistig hellwach und ein gastlich-geselliger Mittelpunkt bis ins hohe Alter.“

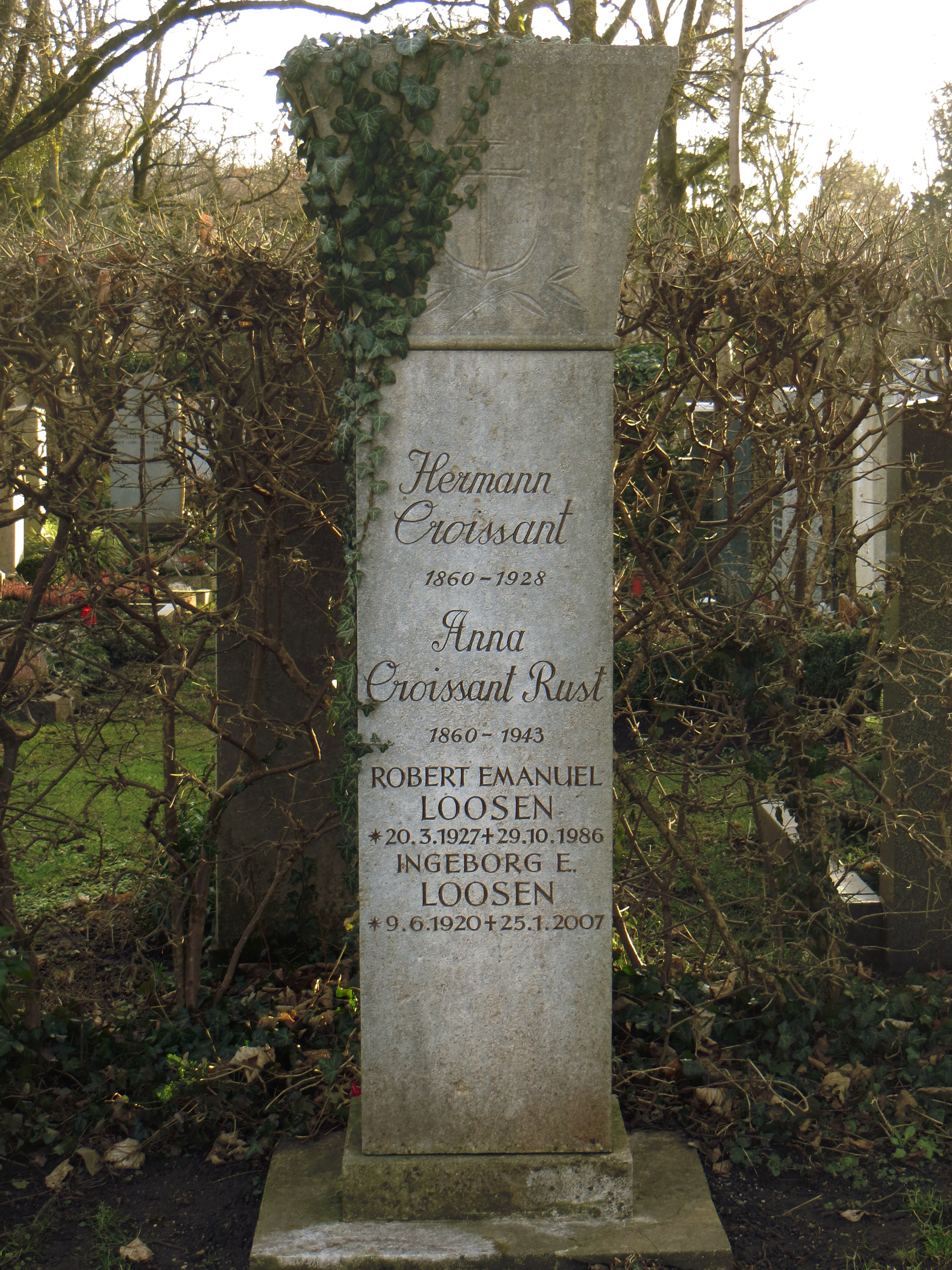
Grab in Pasing

Von 1928, dem Todesjahr ihres Mannes, bis zu ihrem Tod erschienen nur noch zwei Nachdrucke ihres Werks.
Im Dritten Reich wurde versucht, Croissant-Rust ideologisch zu vereinnahmen, indem ihr Werk im Sinne der nationalsozialistischen Literaturpolitik rezipiert und sie als Vertreterin einer „völkischen“ Tradition dargestellt wurde.
Am Beispiel ihres Werks Die Nann sowie anderer Milieustudien zeigte Bernhard Setzwein 1989 in der Heimatbeilage der Bayerischen Staatszeitung, dass Croissant-Rust mit „brauner Ideologie“ nichts zu tun hatte:

„Ihre frühen Milieustudien zeigen schonungslos die Verelendung. Alle positiv gezeichneten Frauenfiguren in ihrem Werk sind das genaue Gegenteil der nazistischen Idealfrau: intellektuell, weltweiblich, eher der Kunst zugewandt als der Familie. Und dennoch: ein letzter Versuch, die bereits vergessene Autorin wieder ins allgemeine Bewusstsein zu rufen, fand unter den Nazis statt. Ob dies mit ein Grund ist, warum sich nach dem Krieg niemand mehr an sie erinnern wollte?“

Im Alter von 82 Jahren starb Anna Croissant-Rust, vereinsamt, an Gicht und an den für sie enttäuschenden politischen Entwicklungen leidend, am 30. Juli 1943 in München-Pasing, wo sie in der Villa Maria-Eich-Straße 49 gewohnt hatte. Sie wurde im Familiengrab auf dem Friedhof Pasing beigesetzt.
Der literarische Nachlass von Anna Croissant-Rust liegt im Literaturarchiv der Monacensia im Hildebrandhaus.

„Von dem Aufsehen erregenden Naturalismus ausgehend, hat sie in ihrem echten sozialen Mitfühlen und der unmittelbaren Erzählergabe eine hohe Reife der Form und Schilderung erreicht.“

## Bibliographie
- Das Kind. 1887.

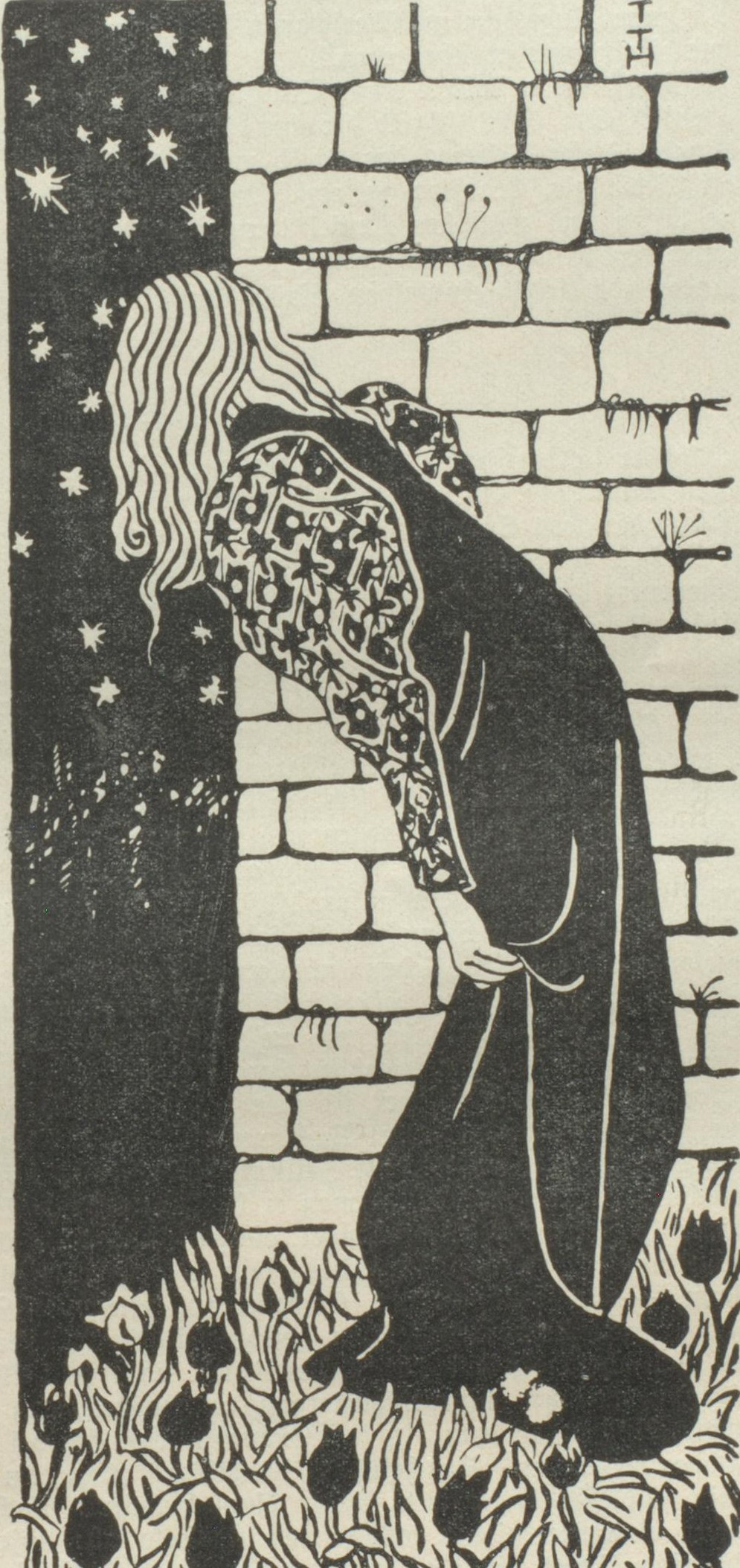
Thomas Theodor Heine: Illustration zu Truppenrevue (1895)

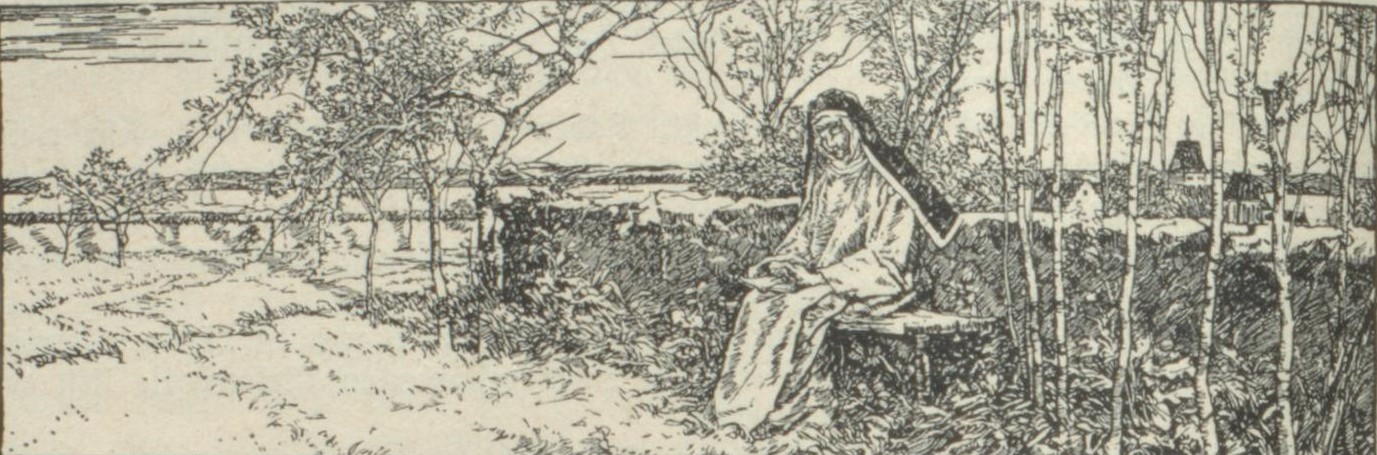
Peter Halm: Illustration zu Das Kindergrab

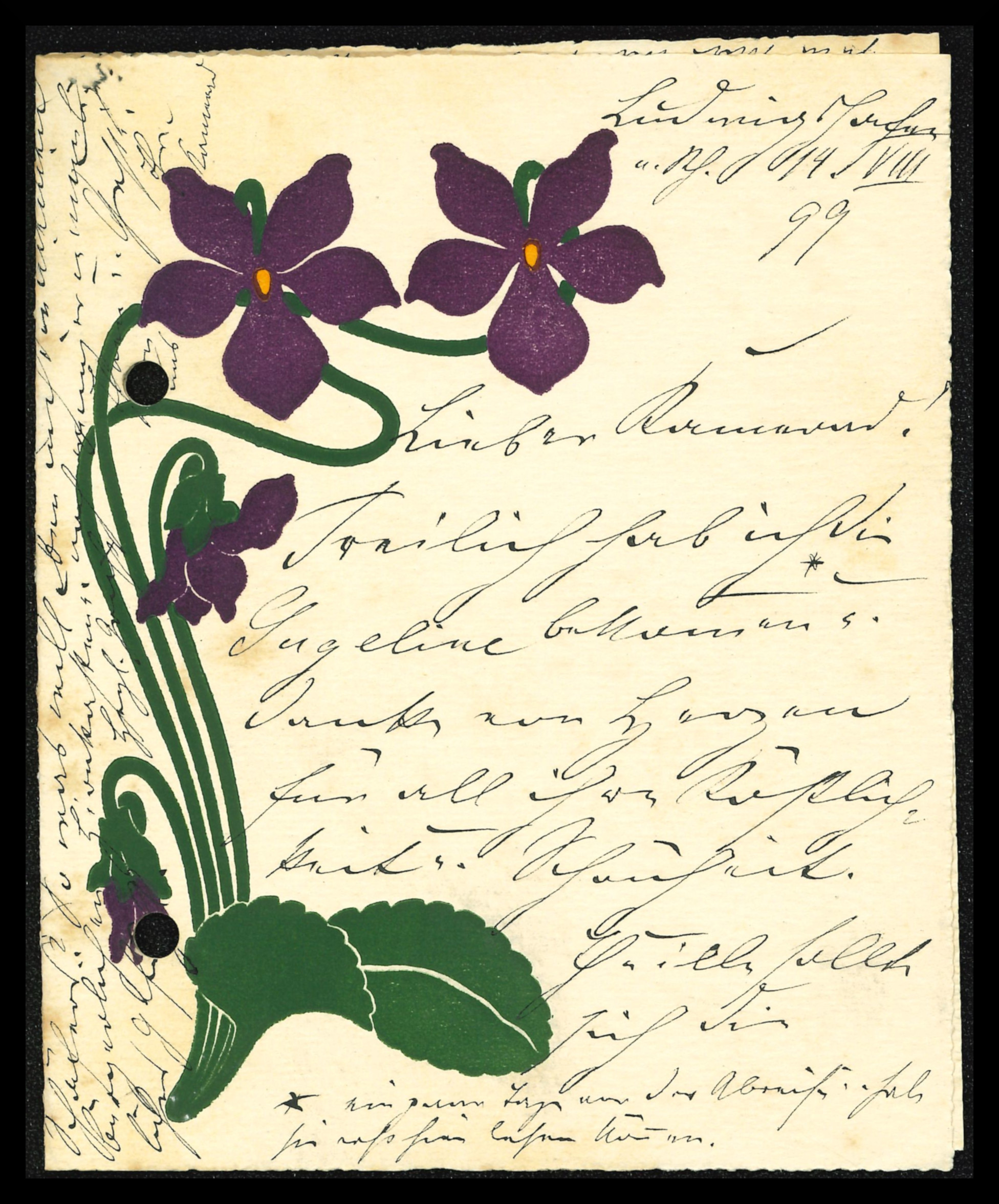
Brief mit eigener Illustration (1899)

- Feierabend. Eine Münchner Arbeiter-Novelle. 1890.
- Feierabend und andere Münchner Geschichten. 1893 (enthält: Feierabend, In der Pferdebahn, Das Kind, Liebestraum).
- Gedichte in Prosa. 1893.
- Der standhafte Zinnsoldat. Drama, 1896.
- Der Kakadu und Prinzessin auf der Erbse. 1896.
- Lebensstücke, ein Novellen- und Skizzenbuch. 1896.
- Der Bua, oberbayrisches Volksdrama. 1897.
- Jagdgeschichten aus Ostfriesland. 1897.
- Lebenswege. Geschichten und Erzählungen. 1898, ISBN 978-3922394068
- Pimpernellche. Pfälzer Geschichten. 1901.
- Aus unseres Herrgotts Tiergarten. Geschichten von sonderbaren Menschen und verwunderlichem Getier. 1906
- Die Nann. Ein Volks-Roman. 1906
- Winkelquartett. Eine komische Kleinstadtgeschichte. 1908.
- Felsenbrunner Hof. Eine Gutsgeschichte. 1910.
- Arche Noah. Novellen. 1911.
- O. J. Bierbaum zum Gedächtnis. 1912.
- Zusammen mit Ottomar Enking, Rudolf Greinz, Wilhelm Schussen, Ludwig Thoma, Sophus Bonde und Wilhelm Fischer Graz: Deutsche Humoristen 7. Band. 1913
- Nikolaus Nägele und andere Novellen. 1914.
- Der Tod. Ein Zyklus in 17 Bildern. Illustriert von Willi Geiger. Georg Müller, München 1914. Neuauflage: Der Tod. Mit 17 Holzschnitten von Willi Geiger. Mit einem Vorwort von Edda Ziegler. Allitera Verlag, München 2014, ISBN 978-3-86906-623-3.
- Die alte Wirtin. 1916.
- Kaleidoskop. 1921.
- Unkebunk. Ein Roman aus den achtziger Jahren. 1921.
- Antonius der Held. 1933.
- Das war mein Weg. In: Münchner Zeitung. 1935/1936, Beilage Die Propyläen, Nr. 20.
- Geschichten. Mit einer Einführung in Leben und Werk. Hrsg. v. Rolf Paulus. Pfälzische Verlagsanstalt, Landau/Pfalz 1987, ISBN 3-87629-123-2

## Ehrungen
1951 wurde eine Straße in München-Pasing nach Croissant-Rust benannt.

## Rezeption
In einer Festschrift zu ihrem 70. Geburtstag ordnete der österreichische Schriftsteller Otto Stoessl Croissant-Rust dem literarischen Naturalismus zu und bezeichnete sie als eine der Hauptvertreterinnen dieser Strömung in München.
Der Literaturhistoriker Hannsludwig Geiger würdigte sie 1953 zudem als „vielleicht die konsequenteste Naturalistin unter den dichtenden Frauen um die Jahrhundertwende“.
1989 würdigt Bernhard Setzwein Croissant-Rust in der Heimatbeilage der Bayerischen Staatszeitung als eine der ersten sozialen Kämpferinnen für Frauenrechte. Der Journalist Hart nannte Croissant-Rust bereits 1912 in einem Atemzug mit Ricarda Huch, Alberta von Puttkamer sowie Else Lasker-Schüler.